# Museum Semarajaya

Gebouw nog in gebruik als school

Museum Semarajaya is een museum in Klungkung in Indonesië gelegen op het voormalige paleizencomplex Klungkung. Het museum opende in 1992 en is gevestigd in een schoolgebouw uit 1930.
De collectie omvat 66 schilderijen van de Balinese kunstschilder Emilio Ambron (1905-1996), historische wapens en goederen. Het productieproces van rietsuiker wordt uitgebeeld. Uit het paleis zijn de stoelen die voor de rechtszittingen werden gebruikt tentoongesteld, evenals een replica van de kroon van de sultan van Klunkung.
Het gebouw bevindt zich op het voormalige voorerf van het laies van de vorst van Klungkung. Het gebouw is in Balise stijl gebouwd op een zuilengalerij van 5,75 meter hoogte. Aan de buitenkant is het gebouw versierd met gebeeldhouwde Balinese parassteen. Het houtwerk is door kunstenaars sierlijk gesneden. Het schoolgebouw werd geïnitieerd door schoolhoofd H. te Flierhaar en op 10 juli 1930 officieel geopend als de Hollands-Inlandse School H.I.S. Siloderma.